# Ірмолой

Ірмоло́й, ірмоло́гій, ірмологіон (від ірмос грец. ειρμός — букв. сплетення, зв'язка) — оригінальний українсько-білоруський вид східнослов’янської церковної нотної збірки, музичний збірник духовних церковних піснеспівів (ірмосів і катавасій), які виконувалися під час Богослужб в православних церквах. Має візантійське походження.
Структурі ірмолою властива синтетичність, яка реалізується через сполучення чотирьох принципів упорядкування піснеспівів. Кожен домінує в одній частині або в декількох: 
- літургічний, за послідовністю відправи — в Обиході;
- календарний — у Стихирарі, Тріоді, Обиході пісному;
- осмогласний — в Октоїхові, Подобнах, ірмосах Октоїха, ірмосах святкових та тріодних;
- жанровий — на рівні всієї збірки, а іноді в межах окремих частин.

Багатоскладовість ірмолою дає право вважати його своєрідним «жанровим конволютом» — об’єднанням частин, різних за змістом, принципами упорядкування та історичним часом формування наспівів.